# Художественная выставка ГДР
Художественная выставка ГДР (нем. Kunstausstellung der DDR) — выставка немецкого искусства, проводившаяся в 1946—1988 годах в Дрездене каждые четыре года. Являлась важнейшим событием в развитии современного искусства, в первую очередь, изобразительного искусства ГДР. На выставке были представлены живопись, графика, фотография, скульптура, инсталляции, новинки дизайна и другое. Кроме того, в Дрездене постоянно действовала Галерея новых мастеров и Альбертинум.
В работе Художественной выставки ГДР принимали участие знаменитые немецкие художники, признанные во всем мире (Йозеф Бойс, Зигмар Польке, Герхард Рихтер, Андреас Гурски, Бернд и Хилла Бехер, Ребекка Хорн, Нам Джун Пайк и другие), а также авторы, которые, несмотря на их художественный масштаб, оказались не столь известными в силу различных причин политического характера.
Выставку посетило огромное количество поклонников искусства, так если на первой выставке побывало около 74 000 человек, то последнюю, в 1988 году — более 1 100 000 посетителей.
После падения Берлинской стены в 1990 году фонды произведений центра художественных выставок ГДР перешли под управление Штутгартского института связей с зарубежными странами.